# Burnley
Burnley är en stad i grevskapet Lancashire i England. Staden är huvudort i distriktet med samma namn och ligger cirka 35 kilometer norr om centrala Manchester samt cirka 30 kilometer öster om Preston. Tätortsdelen (built-up area sub division) Burnley hade 81 548 invånare vid folkräkningen år 2011.
Det är en utpräglad industristad som bland annat haft en omfattande bomullsindustri, mekaniska verkstäder och gjuterier. År 1862 erhöll Burnley stadsrättigheter. I staden ligger slottet Towneley Hall som idag är ett museum.
Från Burnley kommer fotbollsklubben Burnley FC som vunnit Football League två gånger.